# Temple de Tutmosis III a Abidos
El temple de Tutmosis III fou un temple construït a Abidos presumiblement per Tutmosis III a la zona deKom al-Sultan. La zona fou excavada pel Pennsylvania-Yale Institute of Fine Arts, que va descobrir el temple el 1996 al sud-oest del temple portal de Ramsès II a Abidos. Es van trobar les restes colgades uns dos metres i mig i entre els fragments moltes peces portaven el nom del faraó, i també el portaven rajoles del que fou el seu mur exterior. El temple era de mesura reduïda, i el mur mesurava 17,82 x 27,82 metres i el temple mateix 9 x 15 metres. En el període grec es van plantar a l'entrada dos arbres sagrats; a l'entrada hi havia setze columnes amb relleus pintats; al darrere dos estàtues colossals de Tutmosis III dels que s'han trobat fragments; després de l'entrada per un curt corredor s'entrava a una cambra que es dividia en dos santuaris col·locats a cada costat del corredor.